# Atlanta United 2
El Atlanta United 2 es un equipo de fútbol de la ciudad de Atlanta, Estados Unidos que juega en la MLS Next Pro. Es el equipo reserva del Atlanta United de la MLS.

## Historia
Fue fundado el 14 de noviembre de 2017 en la ciudad de Atlanta, Georgia como el equipo filial del Atlanta United FC luego de que adquirieran una franquicia en la segunda categoría para la USL Professional Division 2018 como uno de sus equipos de expansión.
El nombre se hizo oficial el 9 de enero de 2018 y su primer entrenador fue Scott Donnelly.

### MLS Next Pro
El club es parte de la MLS Next Pro desde el 2023

## Jugadores

### Equipo 2024
- Más jugadores a préstamo desde el primer equipo, jugadores seleccionados de los Drafts y jugadores a prueba.

## Trayectoria

### Año a año
| Año  | Liga | Liga | Liga | Liga | Liga | Clasificación | USL Cup Playoffs | Goleadores                                     | Goleadores                      | Goleadores | Entrenador               | Capitán        |
| Año  | PJ   | Pts  | V    | E    | D    | Conf.         | USL Cup Playoffs | Nac.                                           | Nombre                          | Goles      | Entrenador               | Capitán        |
| ---- | ---- | ---- | ---- | ---- | ---- | ------------- | ---------------- | ---------------------------------------------- | ------------------------------- | ---------- | ------------------------ | -------------- |
| 2018 | 34   | 31   | 7    | 10   | 17   | 14°, Este     | No clasificó     | Bandera de Irlanda                             | Jon Gallagher                   | 6          | Scott Donnelly           | Jack Metcalf   |
| 2019 | 34   | 35   | 9    | 8    | 17   | 14°, Este     | No clasificó     | Bandera de Burundi                             | Bienvenue Kanakimana            | 7          | Stephen Glass            | Jack Metcalf   |
| 2020 | 16   | 12   | 3    | 3    | 10   | 4°, Grupo H   | No clasificó     | Bandera de Estados Unidos · Bandera de Senegal | Jackson ConwayAmadou Macky Diop | 6          | Stephen Glass Tony Annan | Modou Jadama   |
| 2021 | 32   | 34   | 8    | 10   | 14   | 7°, Central   | No clasificó     | Bandera de Estados Unidos                      | Aiden McFadden                  | 8          | Tony Annan Jack Collison | Bradley Kamdem |